# Dernier Métro
Ne doit pas être confondu avec Le Dernier Métro.
Pour la chanson de Kendji Girac et Gims, voir Dernier Métro (chanson).
Pour plus de détails, voir Fiche technique et Distribution.
Dernier Métro est un film français réalisé par Maurice de Canonge, sorti en 1945.

## Synopsis
Après avoir porté assistance à une femme agressée à la sortie du dernier métro, un jeune homme est entraîné dans une aventure mouvementée.

## Fiche technique
- Titre : Dernier Métro
- Réalisation : Maurice de Canonge
- Scénario : d'après le roman Mathilde et ses mitaines de Tristan Bernard
- Dialogues : Michel Duran
- Décors : Claude Bouxin
- Photographie : René Gaveau
- Son : Émile Lagarde
- Musique : Jacques Dupont
- Montage : Monique Kirsanoff
- Société de production : C.F.D.F. (Compagnie française de distribution de films)
- Pays de production :  France
- Format :  Noir et blanc - 1,37:1 - 35 mm - Son mono
- Genre : Policier
- Durée : 100 minutes
- Date de sortie : 
  - France : 27 juin 1945

## Distribution
- Gaby Morlay : Mathilde Bourgeot
- Alexandre Rignault : M. Bourgeot
- Mony Dalmès : Rose Askien
- Fernand Fabre : Robert Askien
- Maurice Baquet : Henri Remonage
- Georges Sellier
- Edmond Beauchamp